# Reto Hug
Reto Hug (* 24. Januar 1975) ist ein ehemaliger Schweizer Triathlet, der bei Rennen über die Kurzdistanz startete (olympische Distanz: 1,5 km Schwimmen, 40 km Radfahren und 10 km Laufen). 1999 wurde er Triathlon-Europameister, und er startete dreimal bei den Olympischen Spielen (2000, 2004, 2008).

## Werdegang
1990 nahm Hug erstmals an einem Triathlon teil. Auf Juniorenstufe blieben Erfolge zunächst aus, doch nach dem Eintritt in die Elitekategorie gelang der Durchbruch.
Er gewann bei den Europameisterschaften 1999 die Goldmedaille und im darauf folgenden Jahr die Silbermedaille. Im Weltcup belegte er 1999 den dritten Platz der Gesamtwertung.

### Olympische Sommerspiele 2000
Bei den Olympischen Sommerspielen 2000 in Sydney wurde er Achter. 2001 gewann er in Lausanne ein Weltcuprennen. Die folgenden Jahre waren durch Verletzungen geprägt.
Hug konnte sich für die Olympischen Sommerspiele 2004 qualifizieren, erreichte aber krankheitsbedingt lediglich den 40. Platz. Nach einer halbjährigen Pause kehrte Hug 2005 zum Spitzensport zurück und gewann bei der Triathlon-Weltmeisterschaft in Gamagōri die Silbermedaille.

### Olympische Sommerspiele 2008
Bei der Weltmeisterschaft 2008 in Vancouver wurde er Dritter. Im August startete er in Peking zum dritten Mal bei den Olympischen Spielen und belegte den 29. Rang. Reto Hug war Mitglied des Swiss Triathlon Team London 2012.
Der dreifache Schweizermeister ist gelernter Elektromonteur und Medizintechniker. Am Universitätsspital Zürich liess er sich zum Physiotherapeuten ausbilden. Im Oktober 2012 kündigte Reto Hug an, seine Karriere per Ende des Jahres zu beenden.
Seit 2013 ist Reto Hug mit der Triathletin Nicola Spirig Hug (* 1982) verheiratet. Das Paar wohnt mit seinen zwei Söhnen und seiner Tochter im zürcherischen Bachenbülach.

## Sportliche Erfolge
| Datum/Jahr    | Rang | Wettbewerb                                   | Austragungsort | Zeit        | Bemerkung                                                                                              |
| ------------- | ---- | -------------------------------------------- | -------------- | ----------- | --- |
| 10. Juni 2012 | 1    | Challenge Aarhus                             | Aarhus         | 04:00:58    | [ 3 ]                                                                                                  |
| 27. Juli 2011 | 2    | Triathlon EDF Alpe d’Huez                    | Alpe d’Huez    | 05:56:16    | Zweiter auf der Langdistanz – hinter dem Spanier Victor Del Corral Morales                             |
| 16. Juli 2011 | 8    | ITU Triathlon World Championship Series 2011 | Hamburg        | 01:44:35    | |
| 25. Juni 2011 | 23   | ETU Triathlon European Championships         | Pontevedra     | 01:51:55    | Europameisterschaft                                                                                    |
| 9. Apr. 2011  | 51   | ITU Triathlon World Championship Series 2011 | Sydney         | 01:55:53    | |
| 11. Apr. 2010 | 17   | ITU Triathlon World Championship Series 2010 | Sydney         | 01:52:57    | 17. Rang beim Auftaktrennen der Saison 2010                                                            |
| 11. Juli 2009 | 3    | Züri Triathlon                               | Zürich         | 01:51.40,6  | |
| 19. Aug. 2008 | 29   | Olympische Sommerspiele 2008                 | Peking         | 01:52:04,93 | |
| 8. Juni 2008  | 3    | ITU Triathlon World Championships            | Vancouver      | 01:50:17    | |
| 2006          | 1    | Züri Triathlon                               | Zürich         | 01:49.19,0  | dritter Sieg in Zürich in Folge                                                                        |
| 10. Sep. 2005 | 2    | ITU Triathlon World Championships            | Gamagori       | 01:49:36    | Triathlon-Vizeweltmeister                                                                              |
| 2005          | 1    | Züri Triathlon                               | Zürich         | 01:51.52,8  | |
| 26. Aug. 2004 | 40   | Olympische Sommerspiele 2004                 | Athen          | 02:01:40,43 | |
| 2004          | 1    | Schweizer Triathlon-Meisterschaften          | Zürich         | 01:49.15,9  | Sieger beim Züri Triathlon                                                                             |
| 25. Aug. 2001 | 1    | ITU Triathlon World Cup                      | Lausanne       | 01:53:58    | |
| 23. Juni 2001 | 5    | ETU Triathlon European Championships         | Karlsbad       | 02:04:59    | [ 6 ]                                                                                                  |
| 2001          | 1    | Schweizer Triathlon-Meisterschaften          | Nyon           |             | Schweizer Meister                                                                                      |
| 16. Sep. 2000 | 8    | Olympische Sommerspiele 2000                 | Sydney         | 01:49:21,30 | |
| 30. Apr. 2000 | 19   | ITU Triathlon World Championships            | Perth          | 01:52:54    | |
| 2000          | 1    | Schweizer Triathlon-Meisterschaften          | Melide         |             | Schweizer Meister                                                                                      |
| 12. Sep. 1999 | 6    | ITU Triathlon World Championships            | Montreal       | 01:46:02    | |
| 3. Juli 1999  | 1    | ETU Triathlon European Championships         | Funchal        | 01:48:42    | Triathlon-Europameister auf der Kurzdistanz                                                            |
| 30. Aug. 1998 | 9    | ITU Triathlon World Championships            | Lausanne       | 01:56:49    | |
| 4. Juli 1998  | 6    | ETU European Triathlon Championships         | Velden         | 01:51:31    | Triathlon-Europameisterschaft auf der Kurzdistanz (1,5 km Schwimmen, 40 km Radfahren und 10 km Laufen) |

| Datum/Jahr    | Rang | Wettbewerb            | Austragungsort | Zeit | Bemerkung |
| ------------- | ---- | --------------------- | -------------- | ---- | --------- |
| 31. Dez. 2011 | 22   | Zürcher Silvesterlauf | Zürich         |      | [ 7 ]     |